# Aagot Norman
Aagot Norman née le 22 juillet 1892 à Bergen et morte le 22 février 1979 dans cette même ville est une nageuse norvégienne. Elle participe aux Jeux olympiques de Stockholm en 1912.

## Biographie
Elle établit le record de Norvège du 100 mètres nage libre en petit bassin : une première fois à Bergen le 30 juillet 1911 en 1 min 49 s 2 et l'année suivante, dans cette même ville, le 1er septembre 1912 en 1 min 46 s 2.
Entretemps, elle participe au 100 mètres nage libre aux Jeux olympiques de Stockholm en 1912. Elle abandonne dès les séries.